# Arno Tausch
Pour les articles homonymes, voir Tausch.
Arno Tausch, né le 11 février 1951 à Salzbourg, Autriche, est un politologue autrichien, un des fondateurs de la recherche quantitative sur la théorie des systèmes mondiaux en Europe.
Son programme de recherche est centré sur cette théorie des systèmes mondiaux, les études sur le développement et la théorie de la dépendance, les études européennes dans le cadre de relations centre / périphérie ainsi que l'étude des conflits.
Avec ses collègues suisses Volker Bornschier, Michael Nollert et Christian Suter, il a entamé des études quantitatives européennes sur les schémas de développement dans le système mondial, en utilisant un grand nombre de statistiques internationales.
Leur approche quantitative, qui étudie le développement capitaliste, tant sur une base macro-quantitative, que comparative ainsi que dans les études de séries temporelles, doit être considérée comme une première contribution au débat sur les effets de la mondialisation tant dans les pays du Centre que dans les pays de la périphérie.
Cette école européenne quantitative de la « théorie de la dépendance » souhaite surmonter une certaine partialité latino-américaine inhérente à la théorie de la dépendance et passer à la vision mondiale de l'école de Samir Amin, Giovanni Arrighi, Andre Gunder Frank et Immanuel Wallerstein,,,,,,,,.
Le Dr Tausch est un participant actif dans le mouvement de la théologie de la libération œcuménique et le dialogue entre les grandes religions du monde. Il est impliqué aussi dans l'étude des effets quantitatifs de la mondialisation sur les systèmes sociaux. Il est également l'auteur de nombreux articles, qui figurent dans des revues largement diffusées en Autriche, comme Das Jüdische Echo.
Il est membre des conseils éditoriaux des instances suivantes : Centro Argentino de Estudios Internacionales à Buenos Aires, Entelequia. Revista Interdisciplinar, Université de Cadix en Espagne, European Research Studies Journal à Athènes, Almanach Histoire et mathématiques, Innovation. The European Journal of Social Science Research (Routledge), et Journal des études de la mondialisation (Journal of Globalization Studies), à la fois édités par le professeur Andrey Korotayev à Moscou.

## Biographie
Le Dr Tausch a obtenu son doctorat en science politique de l'Université de Salzbourg en 1976 et son Habilitation universitaire, Habilitation à diriger des recherches de l'Université d'Innsbruck. Sa commission a été présidée par Anton Pelinka et des arbitres externes dont Albrecht Ulrich et Winfried Röhrich. Des opinions en sa faveur ont également été exprimées, entre autres, par Karl Deutsch de l'Université Harvard.
Il est professeur adjoint (Universitaetsdozent) de sciences politiques à l'Université d'Innsbruck et de sciences économiques à l'Université Corvinus de Budapest. Il était auparavant Professeur invité au Département de sciences politiques, Université d'Hawaii à Manoa, et chercheur à l'International Institute for Comparative Social Research, aujourd'hui WZB - Social Science Research Center de Berlin.
Il est aussi professeur invité d'études politiques et de gouvernance à l'Université de l'État-Libre à Bloemfontein, Afrique du Sud.

## Essai en l'honneur d'Arno Tausch
Segell, Glen & Segell, Glen, (editor.) (2023). Development, Globalization, Global Values, and Security : Essays in Honor of Arno Tausch (First edition). Springer, Cham, Switzerland